# Фоли Рис-Дэвидс, Каролина Августа
Каролина Августа Фоли Рис-Дэвидс (англ. Caroline Augusta Foley Rhys Davids; 27 сентября 1857 — 26 июня 1942) — британский востоковед, исследовательница буддизма и языка пали. Жена и соратник Т. У. Рис-Дэвидса, публикатора палийских текстов на систематической основе в XIX—XX веках.
Дочь, внучка и правнучка священников. Окончила Университетский колледж Лондона (1889), где изучала преимущественно историю, экономику и психологию, в студенческие годы активно выступала за права женщин и бедняков.
В 1894 году вышла замуж за Рис-Дэвидса, стимулировавшего её интерес к востоковедческим исследованиям. По предложению мужа Фоли занялась переводом на английский язык книги Дхаммасангани, этот труд был издан в 1900 году. Далее последовал перевод Тхеригатхи, изданный в 1909 году под названием «Псалмы сестёр» (англ. Psalms of the Sisters). В 1910—1913 гг. преподавала в Манчестерском университете. После смерти мужа в 1923 году возглавила Общество палийских текстов.